# フェリーきかい (3代)
フェリーきかいは、奄美海運が運航するフェリー。現在、就航しているのは2015年竣工の3代目である。

## 概要
フェリーきかい (2代)の代船として三菱重工業下関造船所で建造され、2015年3月5日に就航した。
鉄道建設・運輸施設整備支援機構の共有建造制度を利用して建造された鉄道・運輸機構との共有船である。

### 航路
知名航路
- 鹿児島港（本港北埠頭） - 喜界島（湾港） - 奄美大島（名瀬港） - 奄美大島（古仁屋港） - 徳之島（平土野港） - 沖永良部島（知名港）

鹿児島発が火・木の週2便で、平土野航路に就航するフェリーあまみと交互に運航される。上り便は古仁屋港と平土野港には寄港しない。
下り便は鹿児島出港が17時40分、名瀬入港が2日目7時、知名入港が14時50分、所要時間は21時間10分、上り便は知名出港が15時5分、名瀬入港が19時55分、鹿児島入港が10時20分、所要時間は19時間15分である。

## 設計
先に建造されたフェリーあまみ (3代)と比較して総トン数で約450トン、全長で約10m小型化し、旅客定員も約50名減少したが、代替する2代目より約2ノット速力が向上している。
両舷船尾にランプウェイを装備しており、トラック、乗用車などをロールオン・ロールオフ方式で車両甲板に搭載するほか、船首甲板がコンテナスペースとなっており、コンテナをデリックによるリフトオン・リフトオフ方式で搭載する。

## 船内
新たな船室として1人用個室（9室）が追加された。パブリックスペースを確保するためレストランは常時開放とされ、授乳室、ペットルームなどを設置して利便性が高められた。エントランスには情報提供のため運航情報案内板が設置された。船内の照明にはLEDが採用されている。
高齢者、障害者等の移動等の円滑化の促進に関する法律（バリアフリー新法）に基づいて作成された鉄道・運輸機構の旅客船バリアフリーガイドラインに準拠したバリアフリー高度化船である。通常の船内設備に加えて、高齢者や身障者に対応した客室、多機能トイレ、車いす対応エレベーターなどのバリアフリー設備を備える。
フェリーあまみでは乗り物酔い防止薬の販売を行っているが、本船では販売してないので、乗船前に購入すること。

### 船室
| 等級         | 部屋数                     | 定員  | 設備                                     |
| ------------ | -------------------------- | ----- | ---------------------------------------- |
| 1等          | 2名×1室                    | 2名   | ツインベッド、シャワー・トイレ・テレビ付 |
| 2等（寝台S） | 1名×9室                    | 9名   | シングルベッド、テレビ付                 |
| 2等（寝台A） | 5名×2室                    | 18名  | 2段ベッド×4名、和室×1名、テレビ付        |
| 2等（寝台B） | 8名×4室                    | 32名  | 2段ベッド×8名                            |
| 2等（和室）  | 12名×2室 10名×4室 79名×1室 | 189名 | マット                                   |

### 設備
パブリックスペース
- 案内所
- エントランス
- レストコーナー
- 授乳室
- 喫煙コーナー
- ペットルーム

供食・物販設備
- レストラン
- 自動販売機

入浴設備
- シャワー室

## 事故・インシデント
2015年4月8日、22時10分ごろ、奄美大島から喜界島へ向かっていた本船は、喜界島湾港の北西5.0海里の地点で右舷主機が停止したため、左舷主機のみで名瀬港へ引き返した。右舷主機のカム軸駆動装置の中間歯車接続ボルト全12本が折損しており、左舷主機の同ボルトにも緩みが生じていた。折損の原因は、新造時に規定トルクで締め付けられていなかったためとされた。